# Campionat d'Europa de Pitch and Putt 2005
El Campionat d'Europa de Pitch and Putt disputat l'any 2005 a Overbetuwe (Països Baixos) sota les directrius de l'Associació Europea de Pitch and Putt (EPPA) va comptar amb la participació de 9 seleccions nacionals. Irlanda va guanyar per quarta vegada aquest campionat disputat entre el 26 i el 28 d'agost.

## Fase de qualificació
| Qualificació 36 forats |     |
| Irlanda                | 510 |
| Catalunya              | 540 |
| Països Baixos          | 540 |
| Gran Bretanya          | 554 |
| França                 | 579 |
| Noruega                | 592 |
| Itàlia                 | 596 |
| Suïssa                 | 605 |
| San Marino             | 615 |

## Fase de grups
| Grup A                              |            |         |
| Noruega                             | San Marino | 4-5     |
| Irlanda                             | Noruega    | 9-0     |
| Irlanda                             | San Marino | 8,5-0,5 |
| 1. Irlanda 2. San Marino 3. Noruega |            |         |

| Grup B                           |        |         |
| Catalunya                        | Suïssa | 6-3     |
| França                           | Suïssa | 6,5-2,5 |
| Catalunya                        | França | 8,5-0,5 |
| 1. Catalunya 2. França 3. Suïssa |        |         |

| Grup C                                      |               |     |
| Països Baixos                               | Itàlia        | 9-0 |
| Itàlia                                      | Gran Bretanya | 4-5 |
| Països Baixos                               | Gran Bretanya | 7-2 |
| 1. Països Baixos 2. Gran Bretanya 3. Itàlia |               |     |

## Fase final
| Grup campionat                           |               |     |
| Irlanda                                  | Països Baixos | 8-1 |
| Països Baixos                            | Catalunya     | 7-2 |
| Irlanda                                  | Catalunya     | 7-2 |
| 1. Irlanda 2. Països Baixos 3. Catalunya |               |     |

| 4-6 llocs                                |               |     |
| San Marino                               | Gran Bretanya | 0-9 |
| San Marino                               | França        | 3-6 |
| Gran Bretanya                            | França        | 7-2 |
| 4. Gran Bretanya 5. França 6. San Marino |               |     |

| 7-9 llocs                      |         |     |
| Itàlia                         | Noruega | 6-3 |
| Noruega                        | Suïssa  | 5-4 |
| Itàlia                         | Suïssa  | 7-2 |
| 7. Itàlia 8. Noruega 9. Suïssa |         |     |

## Classificació final
1. Irlanda
2. Països Baixos
3. Catalunya
4. Gran Bretanya
5. França
6. San Marino
7. Itàlia
8. Noruega
9. Suïssa